# Vintergrön kaprifol
Vintergrön kaprifol (Lonicera sempervirens) är en art i familjen kaprifolväxter från östra och centrala USA.
En mer eller mindre städsegrön klättrande buske. Bladen är kala och 2,5-7,6 cm långa, motsatta. Åtminstone två bladpar under blomställningarna är förenade vid basen till en skållik bildning. De toppställda blomställningarna bär samlingar med rörformade, ca 5 cm långa blommor som kan vara korallröda till klart orange på utsidan och gula på insidan. Blommorna är doftlösa. Frukten är ett orangerött bär. Bären är giftiga och ger kräkningar, ansiktsrodnad, överdriven törst och vidgade pupiller.

## Sorter
- 'Alabama' - karmosinröda blommor.
- 'Cedar Lane' - mörkt röda blommor.
- 'Flava' - gula blommor.
- 'Sulfurea' - gula blommor.
- 'John Clayton' - gula blommor.
- 'Leo' - röda blommor med gul insida.
- 'Magnifica' - röda blommor med gul insida.
- 'Superba' - scharlakansröda blommor.

## Synonymer
- Caprifolium oblongifolium Sweet
- Caprifolium sempervirens (L.) Moench
- Kantemon angustifolium Raf. nom. illeg.
- Lonicera angustifolia Raf.
- Lonicera caroliniana Marshall
- Lonicera flammea Salisb. nom. illeg.
- Lonicera sempervirens f. flava (Regel) Dippel
- Lonicera sempervirens f. minor (Aiton) Rehder
- Lonicera sempervirens f. sulphurea (Jacques) Rehder
- Lonicera sempervirens f. superba (Regel) Dippel
- Lonicera sempervirens f. xanthina Zabel nom. illeg.
- Lonicera sempervirens var. caroliniana (Marshall) Castigl.
- Lonicera sempervirens var. flava Regel
- Lonicera sempervirens var. hirsutula Rehder
- Lonicera sempervirens var. major Aiton nom. inadmiss.
- Lonicera sempervirens var. minor Aiton
- Lonicera sempervirens var. oblonga Veill.
- Lonicera sempervirens var. ovata Veill. nom. inadmiss.
- Lonicera sempervirens var. sulphurea Jacques
- Lonicera sempervirens var. superba Regel
- Lonicera sempervirens var. virginiana (Marshall) Castigl.
- Lonicera speciosa Wenderoth
- Lonicera virginiana Marshall
- Periclymenum sempervirens (L.) Mill.
- Periclymenum sempervirens var. angustifolium' Spach
- Periclymenum sempervirens var. latifolium Spach nom. inadmiss.
- Phenianthus sempervirens (L.) Raf. ex Small